# Содан (Корея)
Содан (кор. 서당) — корейское учебное заведение, которое существовало во времена Корё и Чосон. В содане в основном учились дети от 7 до 16 лет, иногда молодые люди 20-25 лет. Содан мог спокойно открываться и закрываться желающими. Обычно студенты изучали китайскую письменность ханча(한자), которая в то время использовалась и на Корейском полуострове. Курс обучения начинался с «Тысяча символов» и заканчивался самостоятельным чтением книг. Ученики заучивали открывки текстов наизусть, а потом пересказывали его наставнику (훈장님). Во времена зависимости Кореи от Японской империи соданы стали отслеживаться и закрываться.